# Głownia pyląca pszenicy

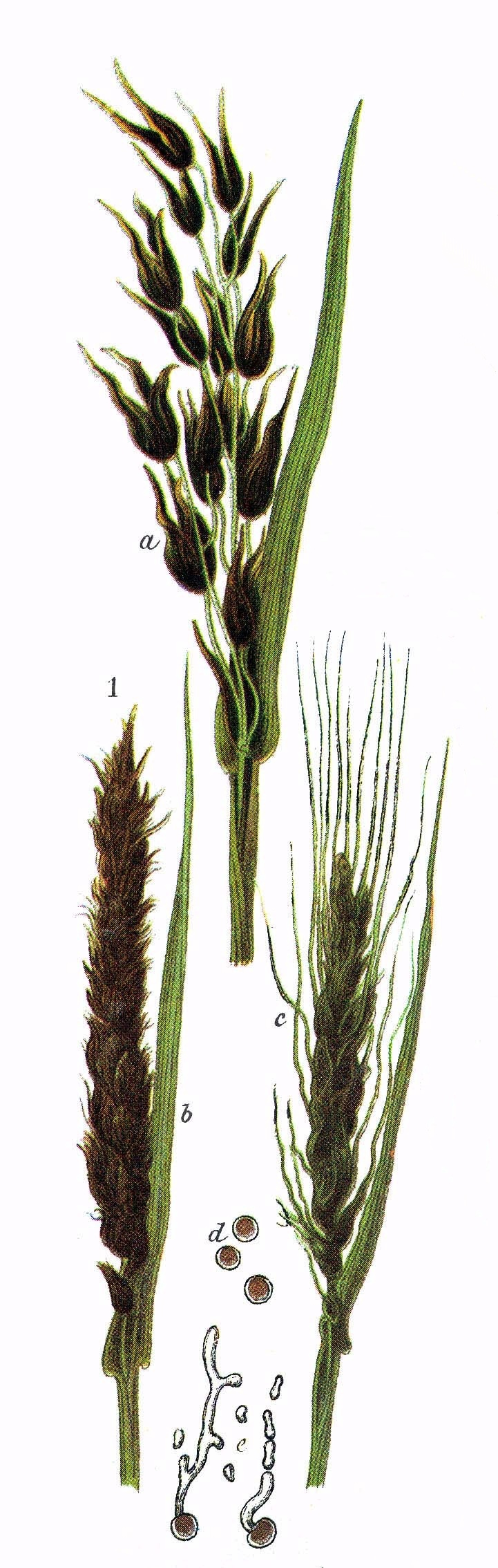
a – głownia pyląca owsa, b – głownia pyląca pszenicy, c – głownia zwarta jęczmienia, d – teliospory, e – przedgrzybnia

Głownia pyląca pszenicy – grzybowa choroba pszenicy wywoływana przez głownię pszenicy (Ustilago tritici).

## Występowanie i szkodliwość
Choroba występuje od dawna we wszystkich rejonach uprawy pszenicy. Straty plonu ziarna są wprost proporcjonalne do ilości chorych roślin. Na plantacjach nasiennych choroba powoduje nie tylko zmniejszenie plonu, ale także zakażenie ziaren.

## Objawy
Pierwsze objawy tej choroby są widoczne dopiero w trakcie kłoszenia, kiedy z pochew liściowych wydostają się ciemnobrunatne kłosy. Czasami tylko na liściach chorych roślin pojawiają się mało charakterystyczne, chlorotyczne plamy. Kłoski na zainfekowanym kłosie są zamienione w skupienia teliospor otoczonych srebrzystą delikatną osłonką. Wzajemne ocieranie roślin powoduje, że osłonka pęka i teliospory są roznoszone przez wiatr. Ich rozsiew trwa kilka dni, potem już tylko nieliczne teliospory można zobaczyć w załamaniach osadki kłosa.
Takie same objawy u jęczmienia spowodowane są przez grzyb Ustilago nuda wywołujący głownię pylącą jęczmienia.

## Etiologia
Kłosy chorych roślin nieco wcześniej niż zdrowych wydostają się z pochew liściowych, co umożliwia teliosporom zarażenie zdrowych kłosów. Optymalne warunki do zakażenia to: duża wilgotność powietrza i temperatura 16-22° C. Wiatr może przenosić teliospory na odległość do kilkudziesięciu metrów.

## Ochrona
Zapobieganie głowni pyłkowej pszenicy polega na używaniu zdrowego ziarna. Stosuje się zaprawianie nasion fungicydami oksatinokarboksyamidowymi (karboksyna), triazolowymi (triadimedol, tebukonazol i inne), oraz innymi, które wnikają do ziarna. Jak dotąd nie istnieją odmiany odporne na tę chorobę, niewielkie różnice w odporności odmian nie odgrywają roli w zapobieganiu chorobie. Zaprawianie ziarna jest bardzo ważne w zwalczaniu tej choroby; zakażone ziarno niczym bowiem nie odróżnia się od ziarna zdrowego. Nawet jeśli na polu uprawnym nie występowały objawy tej choroby, to wiatr mógł przynieść teliospory z innych pól.